# Сантус
Сантус (порт. Santos) — город-порт и муниципалитет в Бразилии, входит в штат Сан-Паулу, главные морские ворота Сан-Паулу. Составная часть мезорегиона Агломерация Сан-Паулу и городской агломерации Байшада-Сантиста. Входит в экономико-статистический микрорегион Сантус. Население составляет 418 288 человек на 2007 год. Занимает площадь 280,300 км². Плотность населения — 1492,3 чел./км². 
В Сантусе, на стадионе Вила-Белмиро, выступает один из самых титулованных футбольных клубов Бразилии «Сантос».

## История
Город основан в 1546 году португальцами во главе с Браc Кубаc (Brás Cubas). 
Вплоть до середины XX века Сантус являлся одним из крупнейших центров торговли кофе в Бразилии. Сегодня в здании, где проходили торги, работает Музей кофе.

## Статистика
- Валовой внутренний продукт на 2005 составляет 8 765 520 860,00 реалов (данные: Бразильский институт географии и статистики).
- Валовой внутренний продукт на душу населения на 2005 составляет 20 954,30 реалов (данные: Бразильский институт географии и статистики).
- Индекс развития человеческого потенциала на 2000 составляет 0,871 (данные: Программа развития ООН).

## География
Частично расположен на острове Сан-Висенте, на котором находятся как город Сантус, так и город Сан-Висенте, а частично — на материке. Находится в бассейне небольшой реки Кубатан.
Климат местности: тропический. В соответствии с классификацией Кёппена, климат относится к категории Af.

## Экономика
Важнейшую роль в экономике города играет порт Сантус, который обеспечил 27 % объёма морской торговли страны в 2007. В основном экспортируются кофе и соя, также тропические фрукты и продукты из них. Первый пик экспорта кофе пришёлся на 1909 год, из-за перепроизводства первый рекорд удалось перекрыть только в 2006 году.

## Города-побратимы
Сантус является городом-побратимом следующих городов:

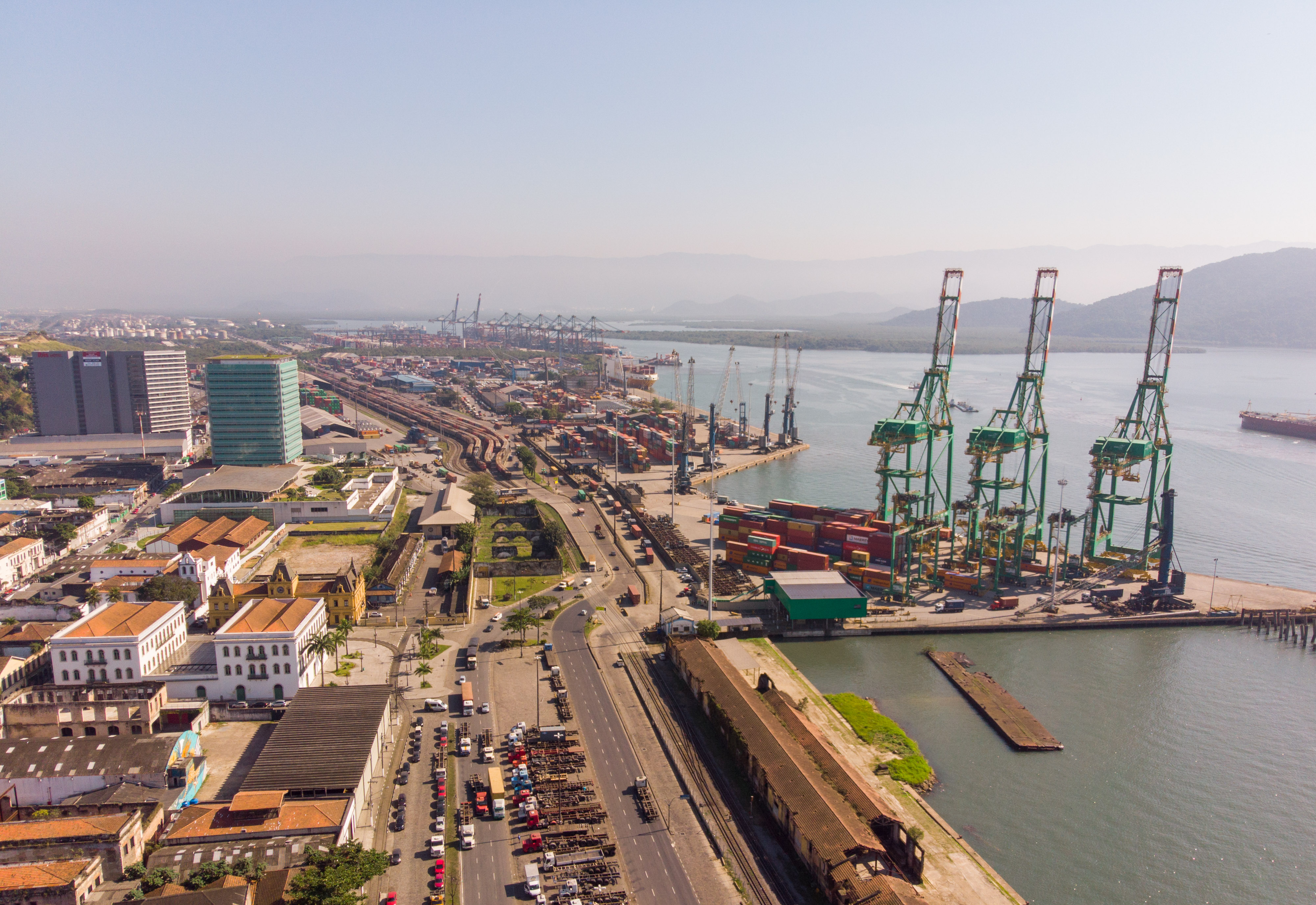
Порт Сантуса

- Симоносеки, Япония (1971)
- Нагасаки, Япония (1972)
- Триест, Италия (1978)
- Коимбра, Португалия (1980)
- Фуншал, Португалия (1988)
- Ушуая, Аргентина (1994)
- Гавана, Куба (1995)
- Тайчжоу, КНР (1995)
- Ансьян, Португалия (1996)
- Нинбо, КНР (2000)
- Констанца, Румыния (2001)
- Арока, Португалия (2001)
- Ульсан, Южная Корея (2002)
- Колон, Панама (2006)
- Кадис, Испания, (2010)
- Фернандо-де-ла-Мора, Парагвай (2011)[4]
- Луганск, Украина, (2013)[5]
- Кальяо, Перу (2013)
- Веракрус, Мексика (2014)
- Алахуэла, Коста Рика (2014)

## Персоналии

### Родились
В Сантусе родились:
- Вальдемар Эстевес да Куна, 1920—2013, Король Момо в Бразилии[6].
- Жозе Масия (Пепе) — бразильский футболист и тренер.
- Жилмар дос Сантос Невес — бразильский футболист.

## Галерея

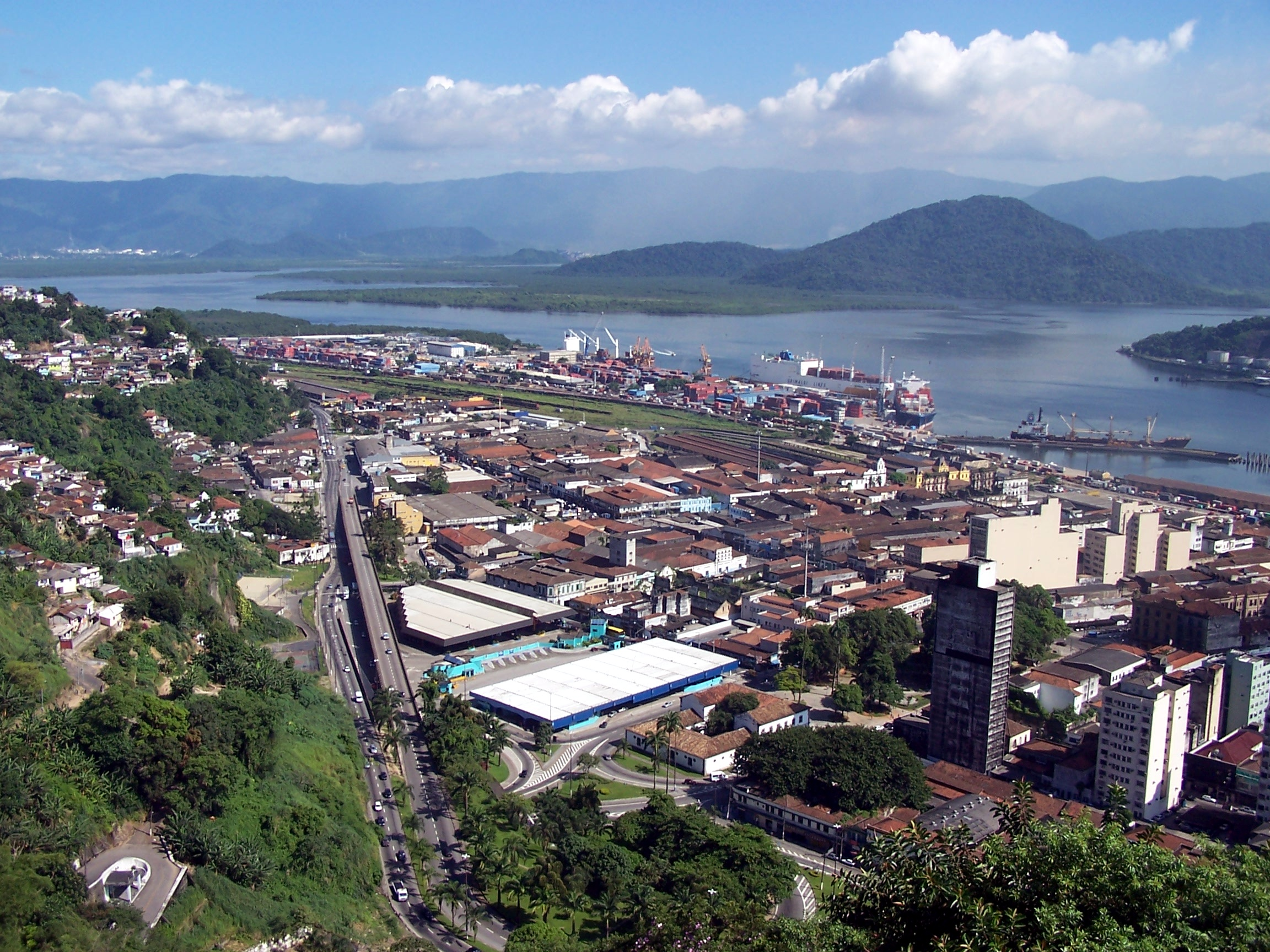
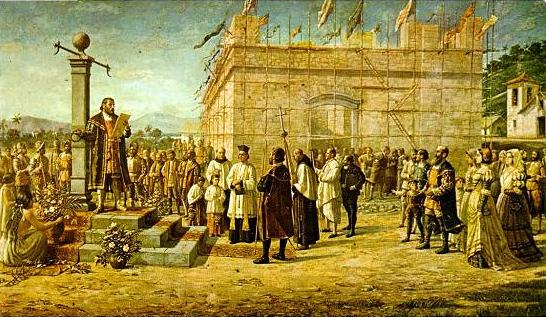
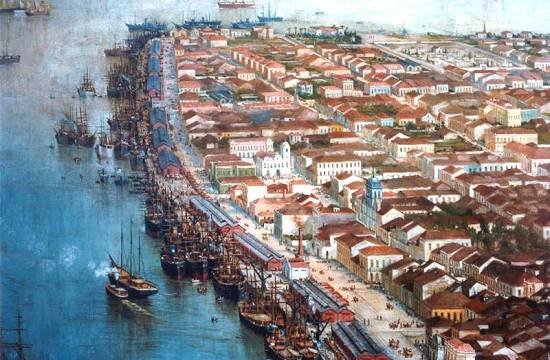
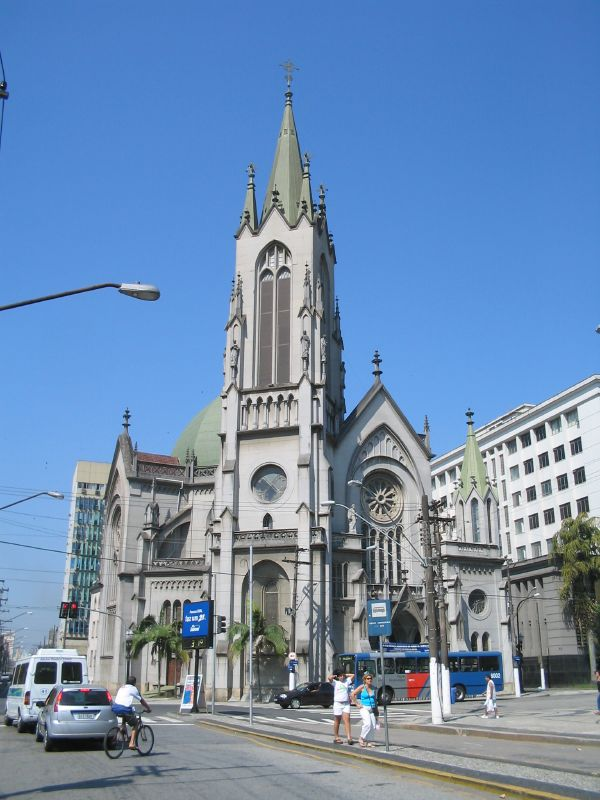
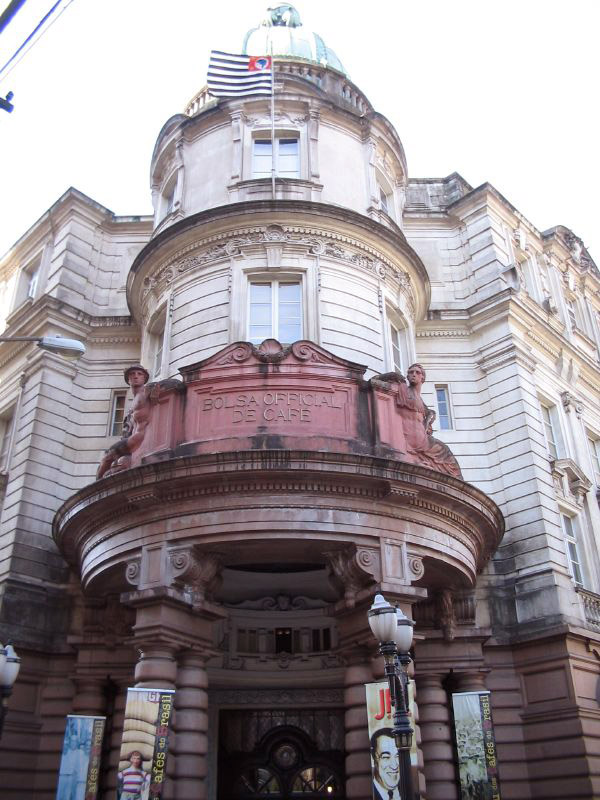
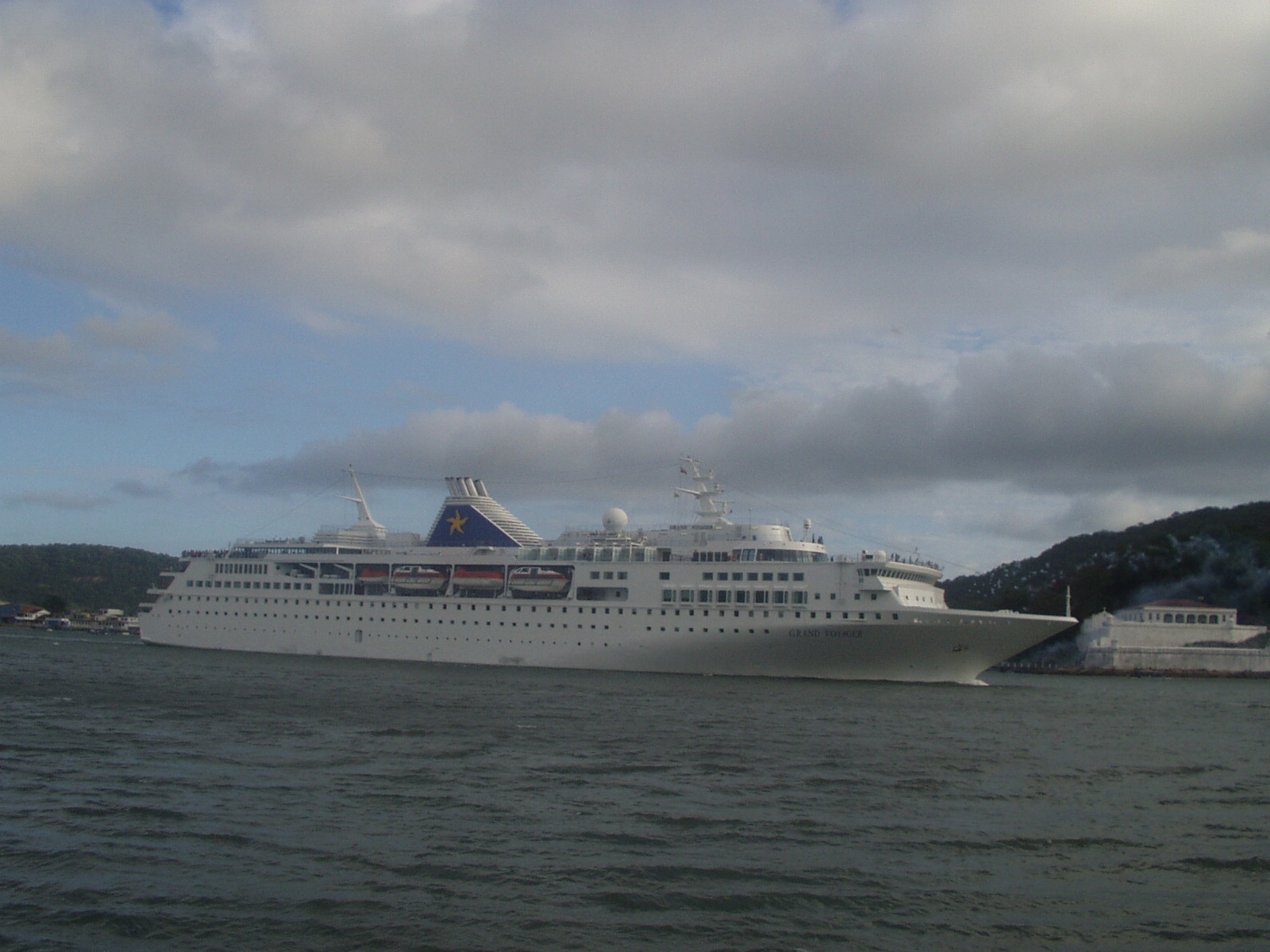
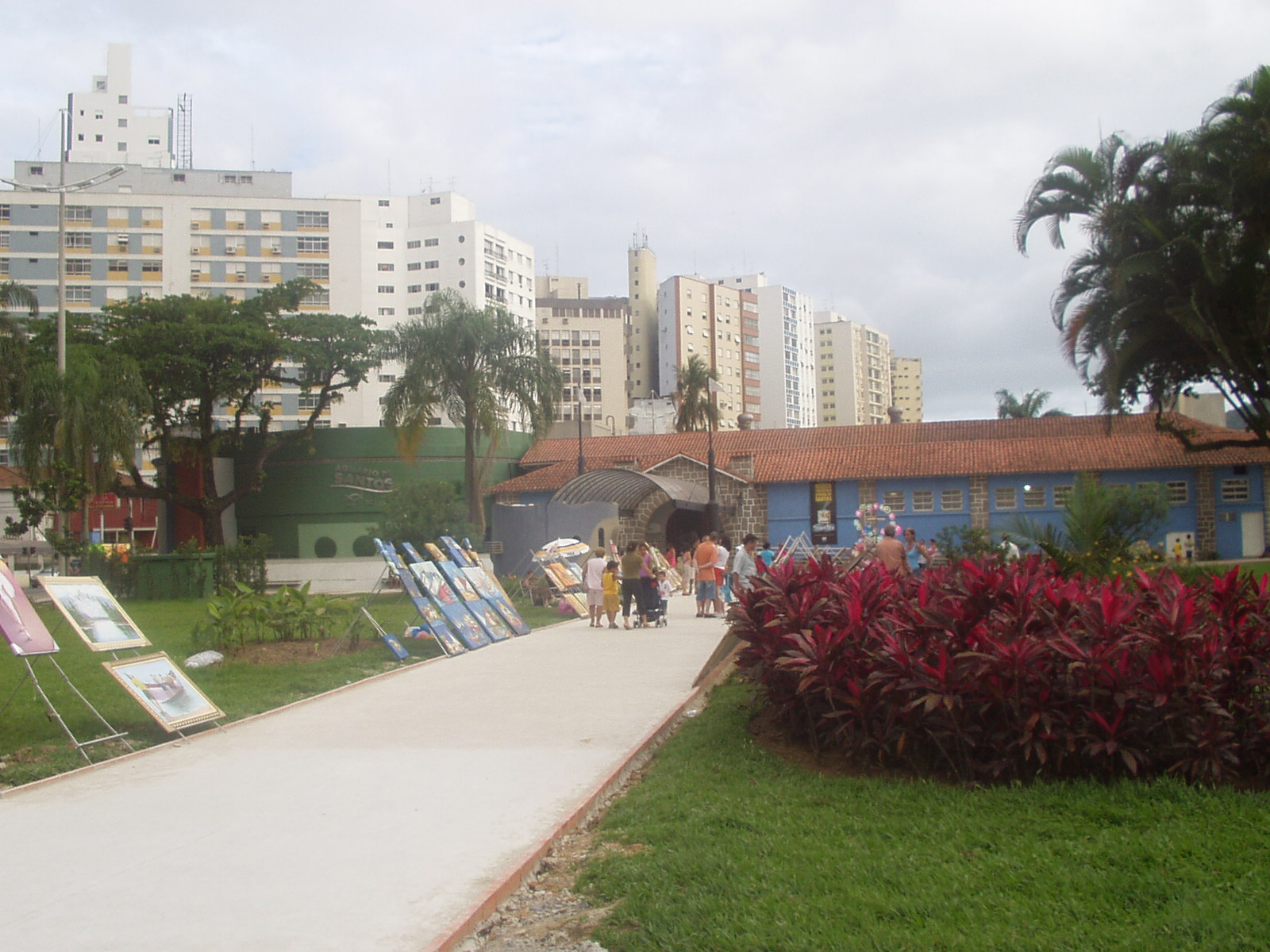
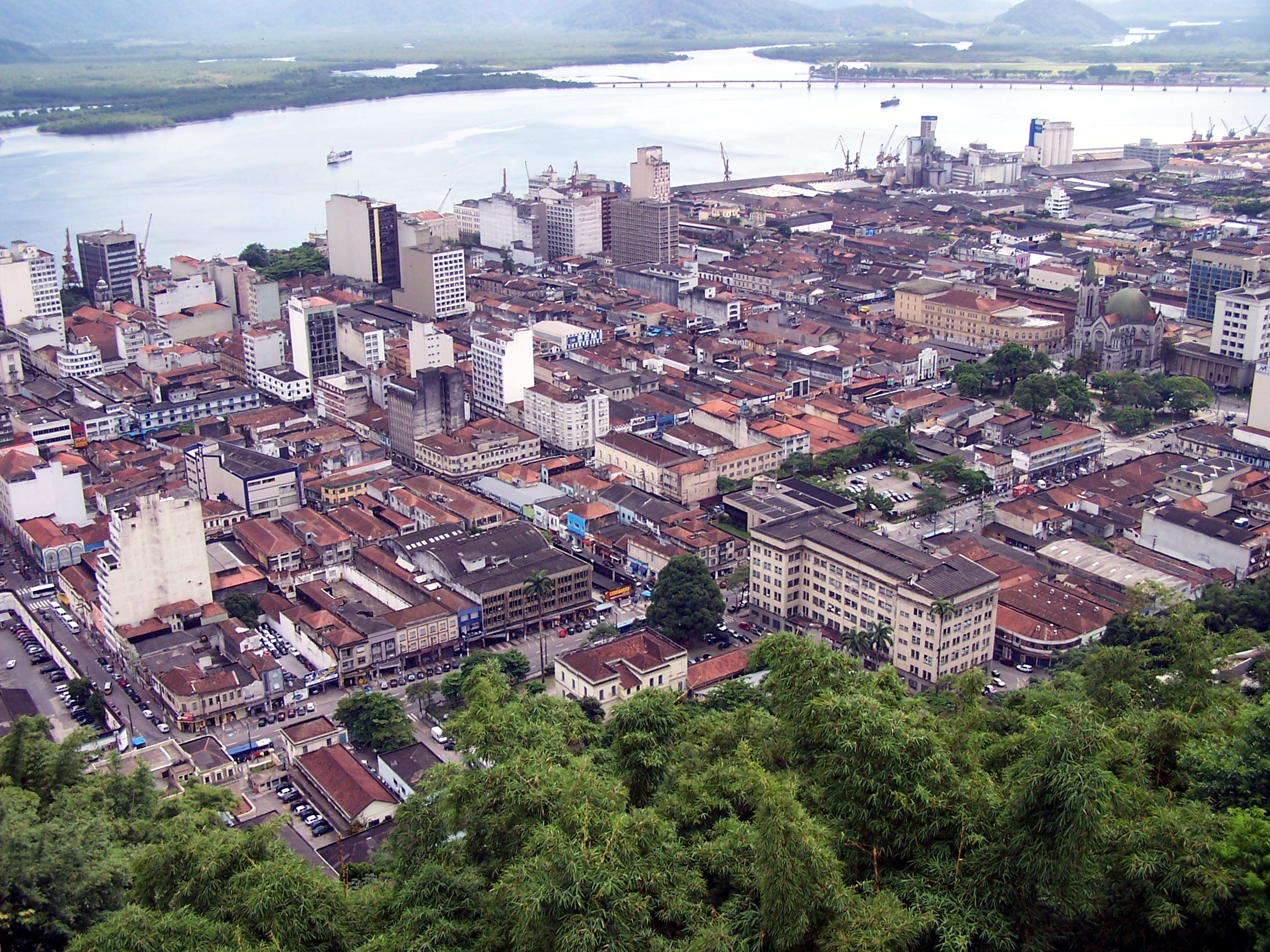